# Grayan-et-l'Hôpital

Grayan-et-l'Hôpital este o comună în departamentul Gironde din sud-vestul Franței. În 2009 avea o populație de 1.174 de locuitori.

## Evoluția populației
| An        | 1975 | 1982 | 1990 | 1999 | 2006 | 2009  |
| --------- | ---- | ---- | ---- | ---- | ---- | ----- |
| Populație | 534  | 553  | 617  | 728  | 976  | 1.174 |